# Трешкоут
Трешкоут или трешкут (нидерл. trekschuit от нидерл. trekен — тянуть + нидерл. schuit — небольшое судно) — разновидность изначально голландских маломерных плоскодонных беспалубных судов с кабиной, использовавшихся в России в XVIII—XIX веках для внутренних перевозок пассажиров и грузов по верхневолжским притокам, по Ладожскому каналу и Мариинской водной системе. Как правило, их грузоподъёмность не превышала 40 тонн, длина составляла около 17 метров, для защиты от атмосферных осадков и от солнца они оснащались тентом.